# Roklamm
Roklamm är en sjö i Ljusdals kommun i Hälsingland och ingår i Ljusnans huvudavrinningsområde. Sjön har en area på 0,0982 kvadratkilometer och ligger 312,1 meter över havet.

## Delavrinningsområde
Roklamm ingår i det delavrinningsområde (683349-145484) som SMHI kallar för Utloppet av Roklamm. Medelhöjden är 329 meter över havet och ytan är 1,52 kvadratkilometer. Det finns inga avrinningsområden uppströms utan avrinningsområdet är högsta punkten. Vattendraget som avvattnar avrinningsområdet har biflödesordning 4, vilket innebär att vattnet flödar genom totalt 4 vattendrag innan det når havet efter 180 kilometer. Avrinningsområdet består mestadels av skog (93 procent). Avrinningsområdet har 0,1 kvadratkilometer vattenytor vilket ger det en sjöprocent på 6,5 procent.